# La bella preda (film 1928)
La bella preda (Ransom) è un film del 1928, diretto da George B. Seitz.

## Trama
Wu Fang, il capo della malavita cinese, rapisce un bambino per ricattarne la madre, Lois Brewster. La donna è fidanzata con Burton Meredith, un chimico che lavora per il governo e che ha scoperto la formula di un gas mortale. Wu Fang, che vuole avere la formula, promette a Lois che libererà Bobby solo se lei gliela procurerà. Lois, allora, implora il fidanzato ma questi rifiuta di darle il documento. Lei gli sottrae una fiala che crede contenere il gas velenoso, portandola da Wu Fang. Ma il cinese, scoperto che nella fiala non c'è il gas, prende prigioniera Lois e si appresta a torturarla e a ucciderla insieme al figlioletto. Burton riesce a trovare il covo di Wu Fang, salvando i due prigionieri, mentre la polizia arresta il criminale.

## Produzione
Il film fu prodotto dalla Columbia Pictures Corporation.

## Distribuzione
Distribuito dalla Columbia Pictures, il film uscì nelle sale cinematografiche statunitensi il 30 giugno 1928.